# سميح ترزي
سميح ترزي (1968 - 15 يوليو 2016)، كان ضابطًا في الجيش التركي ، قُتل بالرصاص أثناء محاولته الاستيلاء على مقر قيادة القوات الخاصة خلال محاولة الانقلاب التركي عام 2016 مع متآمرين آخرين.

## حياته عسكرية
تخرج ترزي من أكاديمية الجيش التركي في عام 1989. في عام 2009 ، تمت ترقيته إلى رتبة عقيد في سلاح المهندسين (بالتركية: İstihkam Kurmay Albay)‏. تمت ترقيته إلى رتبة عميد ( Tuğgeneral ) من قبل المجلس العسكري الأعلى في أغسطس 2014.
كان آخر منصب له هو قائد اللواء الأول للقوات الخاصة وقاعدة عمليات القوات الخاصة المتمركزة في سيلوبي ، شرناق ، جنوب شرق تركيا

## في ليلة محاولة الانقلاب 2016
في 15 يوليو 2016 ، حاولت مجموعة عسكرية انقلاب . في إطار الأعمال العسكرية ، حاولت مجموعة من المتآمرين الانقلاب القبض على قائد اللواء القوات الخاصة . الجنرال أكساكالي . الذي علم نية مخططي الانقلاب ومنهم الجنرال سميح ترزي وأمره عبر الراديو بعدم الانضمام إلى المتآمرين الانقلاب. عندما أظهر تيرزي علامات العصيان ، أمر أكساكالي قائد القوات الخاصة الثالثة العميد الجنرال خليل صويصل ، الذي كان متمركزًا في بلدة صلاح الدين شمال العراق ، للذهاب إلى سيلوبي وتولي القيادة هناك من أجل تحييد أفراد المتمردين من خلال تدريب الضابط المناوب العقيد جلال كوكا.
في غضون ذلك ، كان تيرزي ينتقل من قاعدة ديار بكر الجوية إلى قاعدة أكينجي الجوية في أنقرة بواسطة طائرة. من هناك ، طار هو وعشرون ضابطًا من رتب مختلفة بطائرة هليكوبتر إلى غولباشي . كان الاستيلاء على مقر قيادة القوات الخاصة مهمًا للغاية بالنسبة لمخططي الانقلاب لأنهم سيكونون قادرين على مواجهة أي محاولة من الحكومة لمنع الانقلاب ، أو عمليات الإنقاذ من خلال السيطرة على جميع الوحدات الخاصة. بعد تحييد الحراس عند المدخل الرئيسي ، دخلوا الفناء الأمامي للمقر حوالي الساعة 02:30. أخطر ترزي الضابط المناوب في المقر أنه يسيطر على القوات الخاصة. في تلك اللحظة ، تصدي له الرقيب. الرائد عمر خالص دمير ، بتوجيه من الجنرال أكساكالي الذي وفيا له وقتل ترزي بالرصاص. وقتل الجنود الانقلابيون الذين يرافقون ترزي خالصديمير على الفور ردا على ذلك. تم لف جسد ترزي بقطعة قماش ، وتم نقله بطائرة هليكوبتر إلى مستشفى أكاديمية جاتا جولهان الطبي العسكري ، حيث أعلن عن وفاته. بقيت جثة عمر خالص دمير في الفناء الأمامي للمقر. حالت وفاة ترزي دون تغيير في تسلسل القيادة.

## دفن
تم نقل جثة ترزي إلى أرزينجان لدفنها. ومع ذلك ، وصفته بلدية أرزينجان ، المسؤولة عن خدمة الدفن ، بأنه «خائن» ، ورفضت دفنه في مقبرة المدينة. لذلك دفنته أسرته في الفناء الخلفي لمنزلهم.

## أسرته
اتُهمت زوجته «بمساعدة جريمة انتهاك الدستور» ، وحُكم عليها بالسجن 18 عامًا في فبراير 2018 بعد احتجازها 559 يومًا في السجن.